# 竹内賀久治

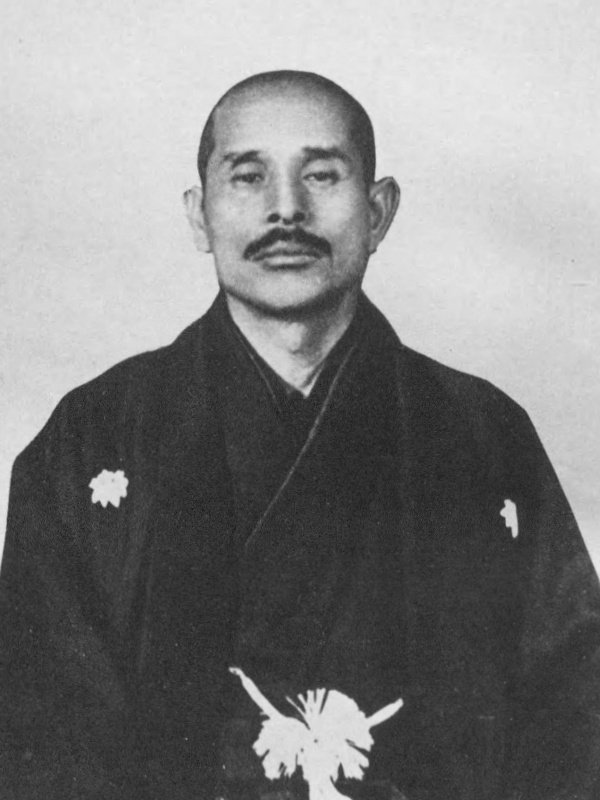
竹内賀久治

竹内 賀久治（たけうち かくじ、明治8年（1875年）10月3日 - 昭和21年（1946年）11月18日）は、日本の弁護士、教育者、政治活動家。法政大学総長、第二東京弁護士会会長、国本社専務理事。学位は法学博士。

## 人物
岡山県窪屋郡白楽市村（現在の倉敷市）に生まれる。苦学して、明治26年（1893年）に陸軍教導団に合格。明治30年（1897年）に二等軍曹となり、歩兵第21連隊（広島）に配属。翌年陸軍士官学校に入学する（11期） 。しかし上官と喧嘩をし、陸軍を退職。その後、麻布中学の体操教師をしながら和仏法律学校夜間部に通う。
明治37年（1904年）日露戦争に出征、砲兵少尉として能美島砲台に配属され、翌年大連に上陸するも病により内地送還、召集解除となる。その後法政大学（旧和仏法律学校）に復学し、明治39年（1906年）卒業。明治44年（1911年）に司法試験合格。翌年弁護士を開業する。
雑誌に書いた論文を同郷の平沼騏一郎に絶賛されたのを機に、懇意となる。東京帝大の上杉慎吉に師事、学生団体興国同志会の機関誌『国本』を太田耕造と共に発行した。
大正9年（1920年）に東大経済学部助教授森戸辰男が『経済学研究』創刊号で「クロポトキンの社会思想の研究」を発表したとき、竹内らはこの論文を危険思想であると訴えて刑事事件にまで発展させ、森戸と編集者の大内兵衛を休職に追い込んだ（森戸事件）。
この興国同志会を基盤に、大正13年（1924年）に国本社を設立。平沼が会長となり、山川健次郎や東郷平八郎らを顧問に招いた。
当初東京弁護士会に所属していたが、役員選挙の激烈化に伴い新しく設立された第一東京弁護士会に移る。しかし、両者の対立はおさまらず、関係者や新しい会を作ろうとする勢力から“第三極たる弁護士会”が要請されたため、竹内は、自身が中心となって作った法律研究家の団体である「知新会」を率いて第二東京弁護士会を創立した。後に会長となる。
昭和8年（1933年）に母校法政大学で起きた学校騒動（法政騒動）の調停に一役買い、昭和11年（1936年）に同大学の常務理事、昭和17年（1942年）学長、翌年総長に就任。荒木貞夫と大川周明を両翼に配し、盟友井上達三（陸軍中将、陸士時代の同期生）を予科長に任ずるなどして、学内の軍国色をいっそう強めていった。
敗戦後の昭和20年（1945年）11月に竹内総長排斥運動が起こり、翌年2月に法政大学総長を辞任。同年11月18日、腸疾患により世田谷区の自宅で死亡した。その葬儀は第二東京弁護士会の会葬として行われた。

## 著書
- 『特許法‐全‐』（巖松堂書店、昭和13年）